# 양평 사나사 원증국사탑
양평 사나사 원증국사탑(楊平 舍那寺 圓證國師塔)은 대한민국 경기도 양평군 옥천면 용천리에 있는 고려시대의 부도이다. 1978년 10월 10일 경기도의 유형문화재 제72호로 지정되었다.

## 개요
부도는 승려의 무덤을 상징하여 그 유골이나 사리를 모시는 곳이다. 이 부도는 사나사에 자리하고 있는 것으로, 고려 후기의 승려인 태고화상 보우(1301∼1382)의 사리를 모시고 있다.
국사는 13세에 회암사 광지선사에 의해 중이 되었고, 충목왕 2년(1346) 원나라에 가서 청공의 법을 이어 받았다. 충목왕 4년(1348) 귀국하여 소설암이라는 암자에서 수도를 하고 왕사·국사가 되었으며, 이 암자에서 입적하였다.
부도는 기단(基壇) 위로 종모양의 탑신(塔身)을 올린 돌종형태를 띠고 있다. 높직하고 네모진 기단 윗면에는 연꽃을 새겼고, 둥글고 길쭉한 탑신에는 아무런 장식도 하지 않았다. 꼭대기에는 연꽃봉오리 모양의 머리장식이 솟아 있다.
부도를 세운 시기는 가까이에 서 있는 탑비에 고려 우왕 9년(1383) 문인 달심이 이 부도와 탑비를 건립했다는 기록이 있어 고려시대임을 알 수 있다.

## 같이 보기
- 보우

## 참고 문헌
- 사나사원증국사탑 - 국가유산청 국가유산포털